# The Smile (Live at Montreux Jazz Festival, July 2022)
The Smile (Live at Montreux Jazz Festival, July 2022) — перший концертний альбом англійського рок-гурту The Smile, що вийшов 14 грудня 2022 року лейблом XL Recordings. Він був записаний на джазовому фестивалі в Монтре 12 липня того ж року. The Smile анонсували альбом за день до його виходу, підкріпивши його концертним фільмом на YouTube, який був доступний для перегляду протягом 48 годин.

## Відгуки
The Smile (Live at Montreux Jazz Festival, July 2022) отримав позитивні відгуки від критиків, зазначених на агрегаторі рецензій Metacritic. Його середньозважена оцінка становить 78 балів зі 100 на основі 4 рецензій.
Джонатан Роу з Spin сказав, що альбом продемонстрував, що Smile — «не просто студійний проєкт», а «справжній, органічний живий гурт». У Pitchfork Зак Шонфельд писав: «З самого початку Smile переслідувало цілком резонне питання: як це не просто два Radiohead, складені у плащі? Відповідь знаходиться прямо в назві цього релізу. Цей гурт грає джаз, дивіться.» Обидва критики висловили розчарування тим, що до альбому не увійшли нові пісні, які Smile виконували під час свого туру.

## Трек-лист
Автор слів Том Йорк, автор музики Йорк, Джонні Ґрінвуд, Том Скіннер і Найджел Ґодріч. 
| #     | Назва                                     | Тривалість |
| ----- | ----------------------------------------- | ---------- |
| 1.    | «Pana-vision»                             | 4:17       |
| 2.    | «Thin Thing»                              | 4:24       |
| 3.    | «The Opposite»                            | 3:19       |
| 4.    | «Speech Bubbles»                          | 3:54       |
| 5.    | «Free in the Knowledge / A Hairdryer»     | 11:54      |
| 6.    | «The Smoke»                               | 4:04       |
| 7.    | «You Will Never Work in Television Again» | 3:11       |
| 35:03 |                                           |            |

## Персоналії
- Том Йорк — вокал, гітара, бас
- Джонні Ґрінвуд — гітара, бас
- Том Скіннер — барабани
- Мікко Ґордон — звукоінженер